# Lista de veículos de James Bond
Ao longo da extensa série cinematográfica de James Bond, o departamento tecnológico liderado por Q produziu uma variedade de veículos utilizados pelo agente secreto fictício. Bond já conduziu veículos com os mais diversos equipamentos bélicos, desde armamentos sofisticados a dispositivos fictícios.
Na década de 1960, no auge da Guerra Fria, Bond utilizou um Sunbeam Alpine (mais especificamente em Dr. No, de 1962). Nos filmes seguintes, o agente secreto passou a utilizar veículos da Bentley, sua marca preferida de acordo com os romances de Ian Fleming. A partir de 1964, Bond passou a utilizar um Aston Martin DB5, que tornou-se seu veículo mais icônico e símbolo da espionagem na cultura popular ao longo de toda a franquia. O DB5 figurou ainda em outros sete filmes da série James Bond, iniciando em Goldfinger e mais recentemente em Skyfall (2012). Contudo, Sean Connery voltou a conduzir um modelo Bentley no extra-oficial Never Say Never Again (1983). 
Na década de 1970, os filmes da franquia incluíram um notório Lotus Esprit que se converte em submarino, conforme mostrado em The Spy Who Loved Me (1977). Devido a exposição nos filmes, o veículo tornou-se um dos mais disputados da década. Após passar por várias fabricantes sofisticadas, como Rolls-Royce e Audi, na segunda metade da década de 1990, a franquia retomou o contrato com a Aston Martin. A partir de GoldenEye (1995), que inaugurou diversas inovações no perfil criativo da franquia, Bond passa a conduzir um BMW, sendo a primeira vez em que o agente secreto conduz uma fabricante não britânica.

## Veículos nos filmes

### Veículos utilizados por James Bond
| Imagem             | Veículo                   | Filme | Proprietário | Nota(s) |
| ------------------ | ------------------------- | --- | ------------ | --- |
|                    | Chevrolet Bel Air         | Dr. No (1962) | James Bond   | O veículo alugado conduzido por Bond até a residência de Miss Taro. |
|                    | Bentley Mark IV           | From Russia with Love (1963) | James Bond   | A fabricante inglesa Bentley jamais produziu um modelo denominado "Mark IV" seja na antiga fábrica W.O. Bentley ou após a aquisição pela Rolls-Royce em 1931. Aparentemente, o nome "Mark IV" foi introduzido por Ian Fleming no romance e erroneamente perpetuado desde então. No romance, ao contrário dos filmes, Bond utiliza um Bentley conversível cinza de modelo não especificado. Este Bentley é o primeiro veículo oficial de Bond a figurar em toda a série cinematográfica, apesar da breve aparição em From Russia with Love e uma citação em Goldfinger. |
|                    | Aston Martin DB5          | Goldfinger (1964) | James Bond   | Aparece em sete filmes, primeiramente em Goldfinger e mais recentemente em Skyfall. Na romantização de GoldenEye é citado que Bond adquiriu o veículo para seu uso pessoal enquanto em Casino Royale (2006), que reinicia a continuidade narrativa da franquia, Bond conquista o veículo como recompensa de um jogo de pôquer. Apesar da constante aparição ao longo da franquia, somente a versão de Casino Royale não é equipada com os notórios recursos especiais do MI6. Em 2010, o veículo original utilizado nas filmagens de Goldfinger foi vendido ao colecionador de carros Harry Yeaggy. Esta versão possui as famosas pistolas escondidas sob a placa dianteira com a identificação "BMT 216A". |
| Thunderball (1965) | Aston Martin DB5          | Aparece nas cenas pré-créditos quando Bond foge de seus inimigos, onde os canhões de água fronteis são ativados (este recurso não é citado no filme anterior). É a única aparição ou citação ao veículo em todo o filme. | James Bond   | |
| Skyfall (2012)     | Aston Martin DB5          | O veículo retorna à franquia em sua mais recente aparição até então. Os eventos que culminam o reaparecimento do veículo não são explicados ao longo do filme. Nesta versão, o veículo possui como dispositivos especiais um assento ejetor e duas metralhadoras frontais escondidas sob o farol de neblina. O carro acaba sendo destruído numa cena de confronto entre Bond e o antagonista Raoul Silva. | James Bond   | |
|                    | Aston Martin DBS          | On Her Majesty's Secret Service (1969) | James Bond   | O veículo aparece somente em quatro cenas, incluindo as cenas pré-créditos e durante o casamento de Bond e Tracy. Pouco se sabe sobre os equipamentos incluídos no veículo exceto que possui um suporte para rifle no porta-luvas. Obviamente - dado ao desfecho da trama - o carro não possui vidros a prova de balas. O DBS é aparece brevemente no filme seguinte, Diamonds Are Forever, estacionado nas instalações de Q em Londres. |
|                    | AMC Hornet                | The Man with the Golden Gun (1974) | James Bond   | No filme, Bond rouba um AMC Hornet 1974 vermelho de um negociante em Banguecoque, Tailândia, sem saber que o Xerife J.W. Pepper estava no interior do veículo. Um Hornet também é utilizado na icônica cena do salto sobre uma ponte, capturada em apenas uma sequência. Um veículo especialmente modificado performou o salto com uma rampa mais baixa e rodas maiores. |
|                    | Lotus Esprit S1           | The Spy Who Loved Me (1977) | James Bond   | Entregue a Bond por Q na Sardenha, este Lotus Esprit modificado, alcunhado de "Wet Nellie", é capaz de transformar-se em submarino. Neste modo, o veículo é equipado com mísseis anti-aéreos. O carro utilizado no filme está exposto no Museu Nacional de Automóveis, em Beaulieu. Em setembro de 2013, o automóvel foi leiloado por 550 mil euros. |
|                    | Aston Martin V12 Vanquish | Die Another Day (2002) | James Bond   | O veículo é equipado com todos os recursos dos filmes anteriores, incluindo ainda foguetes frontais entre dois revólveres, uma escopeta com mira a calor, e pneus anti-estrepe e um assento ejetor em homenagem ao Aston Martin DB5 original, porém utilizado desta vez de maneira muito mais elaborada por Bond. Uma das grandes novidades deste veículo foi a "camuflagem adaptável" que permitia que este se tornasse invisível, sendo esta seção do roteiro bastante criticada pela imprensa especializada. |
|                    | Aston Martin DBS V12      | Casino Royale (2006) | James Bond   | O veículo não apresente nenhum dispositivo especial a não ser o compartimento secreto no porta-luvas que abriga a icônica Walther P99 de Bond e um kit de emergência que inclui um dispositivo de ligação direta com o quartel-general do MI6, antídotos de vários tipos de venenos e um pequeno desfibrilador. No filme, o DBS é destruído durante uma cena de perseguição entre Bond e a personagem Vesper Lynd. |
|                    | Aston Martin DB10         | SPECTRE (2015) | James Bond   | O veículo foi desenvolvido especialmente em comemoração ao cinquentenário do DB5 de Goldfinger (1964) e foi lançado pelos produtores Sam Mendes e Barbara Broccoli durante a fase de pré-produção do filme. No filme, Bond conduz o veículo através das ruas de Roma e faz uso de uma metralhadora escondida sob o logotipo da fabricante e um lança-chamas. O veículo é destruído e lançado no rio Tibre durante uma cena de perseguição entre Bond e agentes da SPECTRE. |

### Veículos utilizados por personagens secundários
| Veículo | Veículo             | Filme                       | Proprietário | Notas |
| ------- | ------------------- | --------------------------- | ------------ | --- |
|         | Toyota 2000 GT      | You Only Live Twice (1967)  | Aki          | Veículo utilizado por Aki durante a estadia de Bond em Tóquio. Este veículo é peça única, pois o 2000GT não foi fabricado originalmente em versão conversível. Esta opção foi uma solução encontrada pelos produtores do filme devido à estatura de Sean Connery que não se sentiria confortável no carro. A Toyota removeu o teto e enviou dois modelos exclusivos aos estúdios. |
|         | Ford Mustang Mach 1 | Diamonds Are Forever (1971) | Tiffany Case | Uma das principais cenas do filme é a perseguição policial a Bond que conduz um Mustang Mach 1, pertencente a Tiffany Case, pelas ruas de Las Vegas. Em dado momento, Bond conduz o veículo sobre apenas duas rodas em um beco. |
|         | Ford Thunderbird    | Die Another Day (2002)      | Jinx Johnson | |